# Любич (Західнопоморське воєводство)
Любич (пол. Lubicz, нім. Lindow) — село в Польщі, у гміні Відухова Грифінського повіту Західнопоморського воєводства.
Населення — 605 осіб (2011).
У 1975-1998 роках село належало до Щецинського воєводства.

## Демографія
Демографічна структура станом на 31 березня 2011 року:
|          | Загалом | Допрацездатний вік | Працездатний вік | Постпрацездатний вік |
| -------- | ------- | ------------------ | ---------------- | -------------------- |
| Чоловіки | 305     | 70                 | 212              | 23                   |
| Жінки    | 300     | 77                 | 168              | 55                   |
| Разом    | 605     | 147                | 380              | 78                   |